# Frantic (singel)
Frantic – piosenka amerykańskiego zespołu Metallica otwierająca album St. Anger z 2003 roku. Kompozytorami utworu są James Hetfield, Lars Ulrich, Kirk Hammett i Bob Rock.
Nad tekstem do utworu pracowali wszyscy członkowie zespołu, jednak zdecydowanie największy wpływ na powstanie tekstu do Frantic miał Lars. Przesłaniem utworu jest to, że jesteśmy śmiertelni (stąd „Frantic tick tick tick tick tick tick tock”), a tracimy swoje bezcenne dni na leczenie kaca, siedzenie przed telewizorem, czy też spanie do południa. Czy robilibyśmy te czynności wiedząc, że zostało nam np. 567 dni życia? Lars twierdzi, że nie. Uważa, iż staralibyśmy się maksymalnie wykorzystać pozostały nam czas. Tekst tej piosenki ma uświadomić nam, że nie warto tracić czasu na bezsensowne czynności, bo nikt z nas nie wie, kiedy przyjdzie nam umrzeć.
15 września 2003 roku utwór został wydany jako singel.
Frantic bardzo często grany jest na koncertach Metalliki. Zagrano go m.in. na MTV Video Music Awards w 2003 roku. Zadebiutował w maju tego samego roku na MTV Icon.

## Teledysk
Teledysk do utworu Frantic składa się z dwóch części: pierwsza część to historia dwudziestopięcioletniego mężczyzny, który traci kontrolę nad swoim życiem i decyduje się je zakończyć powodując kraksę wielu samochodów. W innej scenie rozpamiętuje on swoje dekadenckie życie. Nad klipem pracowało 80 techników, a jego całkowity koszt wyniósł 1 mln $. Reżyserem tego teledysku jest Wayne Isham, który pracował już wcześniej z Metalliką przy wielu klipach. Sceny kaskaderskie zaaranżował Andy Armstrong (pracował m.in. przy filmie Aniołki Charliego). Teledysk został nagrany w Montrealu. Zdjęcia zakończono 21 lipca 2003 roku, a 16 sierpnia odbyła się jego premiera.

## Twórcy
- James Hetfield – śpiew, gitara
- Lars Ulrich – perkusja
- Kirk Hammett – gitara, wokale wspierające
- Bob Rock – produkcja, inżynier dźwięku, gitara basowa
- Robert Trujillo – gitara basowa (nie brał udziału w sesji nagraniowej albumu)
- Mike Gillies – obróbka cyfrowa
- Vlado Meller – mastering

## Lista utworów na singlach
CD Single #1
1. „Frantic” (Hetfield/Ulrich/Hammett/Rock) – 5.50
2. „Blackened (Live)” (Hetfield/Ulrich/Newsted) – 6.37
3. „Harvester of Sorrow (Live)” (Hetfield/Ulrich) – 6.41
4. „Frantic” – Music Video

Piosenki Live zarejestrowane 1 sierpnia 2003 roku na Download Festival w Donington, UK.
CD Single #2
1. „Frantic” (Hetfield/Ulrich/Hammett/Rock) – 5.50
2. „No Remorse (Live)” (Hetfield/Ulrich) – 5.16
3. „Welcome Home (Sanitarium) (Live)” (Hetfield/Ulrich/Hammett) – 6.40

Piosenki Live zarejestrowane 1 sierpnia 2003 roku na Download Festival w Donington, UK.
International 2 track single
1. „Frantic” (Hetfield/Ulrich/Hammett/Rock) – 5.50
2. „No Remorse (Live)” (Hetfield/Ulrich) – 5.16

„No Remorse” zarejestrowany 1 sierpnia 2003 roku na Download Festival w Donington, UK.
Belgia/Holandia limitowana edycja
1. „Frantic” (Hetfield/Ulrich/Hammett/Rock)
2. „Harvester of Sorrow (Live)” (Hetfield/Ulrich)
3. „Welcome Home (Sanitarium) (Live)” (Hetfield/Ulrich/Hammett)
4. „No Remorse (Live)” (Hetfield/Ulrich)

„Harvester of Sorrow” zarejestrowany 15 sierpnia 2003 na Fields of Rock Festival w Nijmegen, Holandia.
„Welcome Home (Sanitarium)” & „No Remorse” zarejestrowane zostały 28 sierpnia 2003 roku na Werchter Festival w Werchter, Belgia.
Hiszpania/Portugalia limitowana edycja
1. „Frantic” (Hetfield/Ulrich/Hammett/Rock)
2. „Harvester of Sorrow (Live)” (Hetfield/Ulrich)
3. „Welcome Home (Sanitarium) (Live)” (Hetfield/Ulrich/Hammett)
4. „No Remorse (Live)” (Hetfield/Ulrich)

Piosenki Live zarejestrowano 21 sierpnia 2003 na Doctor Music Festival w Barcelonie.
Włochy limitowana edycja
1. „Frantic” (Hetfield/Ulrich/Hammett/Rock) – 5.50
2. „Blackened (Live)” (Hetfield/Ulrich/Newsted) – 7.02
3. „Harvester of Sorrow (Live)” (Hetfield/Ulrich) – 6.33
4. „Welcome Home (Sanitarium) (Live)” (Hetfield/Ulrich/Hammett) – 7.18
5. „No Remorse (Live)” (Hetfield/Ulrich) – 5.29

Piosenki Live zarejestrowano 13 sierpnia 2003 roku na Imola Jammin’ Festival w Imoli we Włoszech.
Skandynawska limitowana edycja
1. „Frantic” (Hetfield/Ulrich/Hammett/Rock) – 5.50
2. „Blackened (Live)” (Hetfield/Ulrich/Newsted) – 8.02
3. „Harvester of Sorrow (Live)” (Hetfield/Ulrich) – 7.06
4. „Welcome Home (Sanitarium) (Live)” (Hetfield/Ulrich/Hammett) – 6.49
5. „No Remorse (Live)” (Hetfield/Ulrich) – 5.33

Piosenki Live zarejestrowano 26 sierpnia 2003 roku na Roskilde Festival w Roskilde w Danii.
Niemiecka limitowana edycja #1
1. „Frantic” (Hetfield/Ulrich/Hammett/Rock) – 5.50
2. „Harvester of Sorrow (Live)” (Hetfield/Ulrich) – 6.49
3. „Welcome Home (Sanitarium) (Live)” (Hetfield/Ulrich/Hammett) – 6.58

Piosenki Live zarejestrowano 8 sieprpnia 2003 roku na Rock Am Ring Festival w Nurburgring w Niemczech.
Niemiecka limitowana edycja #2
1. „Frantic” (Hetfield/Ulrich/Hammett/Rock)
2. „No Remorse (Live)” (Hetfield/Ulrich)

Piosenki Live zarejestrowano 8 sieprpnia 2003 roku na Rock Am Ring Festival w Nurburgring w Niemczech.
Francuska limitowana edycja
1. „Frantic” (Hetfield/Ulrich/Hammett/Rock)
2. „Blackened (Live)” (Hetfield/Ulrich/Newsted)
3. „Harvester of Sorrow (Live)” (Hetfield/Ulrich)
4. „Welcome Home (Sanitarium) (Live)” (Hetfield/Ulrich/Hammett)

Piosenki Live zarejestrowano 11 sierpnia 2003 w Le Bataclan w Paryżu.
Japońska EP
1. „Frantic” (Hetfield/Ulrich/Hammett/Rock) – 5.50
2. „Blackened (Live)” (Hetfield/Ulrich/Newsted) – 6.37
3. „Harvester of Sorrow (Live)” (Hetfield/Ulrich) – 6.41
4. „Welcome Home (Sanitarium) (Live)” (Hetfield/Ulrich/Hammett) – 6.40
5. „No Remorse (Live)” (Hetfield/Ulrich) – 5.16

Piosenki Live zarejestrowano 1 sierpnia 2003 roku na Download Festival w Donington, UK
12" Vinyl
1. „Frantic” (Hetfield/Ulrich/Hammett/Rock) – 5.50
2. „Frantic (Remix by U.N.K.L.E.)” (Hetfield/Ulrich/Hammett/Rock) – 6.51